# احمد عبدالقادر (بازیکن فوتبال، زاده ۱۹۹۹)
احمد عبدالقادر (انگلیسی: Ahmed Abdelkader؛ زادهٔ ۱۹ فوریهٔ ۱۹۹۹) بازیکن فوتبال اهل فرانسه است که به عنوان دروازه‌بان بازی می‌کند.
وی سابقه بازی در تیم فوتبال گنگام را در کارنامه خود دارد.